# Pouteria anteridata
Pouteria anteridata là một loài thực vật thuộc họ Sapotaceae. Đây là loài đặc hữu của Venezuela.